# Racing Club de France (hockey sur glace)
Le Racing Club de France est un club omnisports français ayant accueilli une section hockey sur glace des années 1930 à 1963.

## Historique
Le club omnisports du Racing Club de France est fondé en 1882. La section hockey sur glace est créée 1931 à l'initiative de Jeff Dickson, promoteur sportif américain, qui déclenche les « années folles du Vel'd'Hiv », période particulière du hockey sur glace en France, où ce sport devient extrêmement populaire à Paris. Dickson profite de la rivalité du Stade français et du Racing Club de France pour leur faire monter chacun une équipe de hockey, dont il se charge de leur fournir des joueurs, en recrutant joueurs locaux et joueurs canadiens.
Dès leur création, les deux équipes sont donc compétitives et se retrouvent en finale du Championnat de France 1re série. Le Racing s'incline à cette occasion après prolongation. Puis l'année suivante le Stade français l'emporte une nouvelle fois en finale, et de nouveau d'un seul but.
Le Racing est invité à participer à la Coupe Spengler 1931, où l'équipe atteint les demi-finales.
En 1933, les deux clubs omnisports parisiens, très attachés à l'amateurisme arrête un moment l'aventure du Vel'd'Hiv. Les joueurs professionnels font scission et fondent un club indépendant du RCF qui prend le nom des Français volants.
Il faut attendre la saison 1943-1944 pour retrouver les Racingmen en finale (renforcés par des joueurs des Français volants) où ils s'inclinent cette fois-ci face à Chamonix. Le club remporte son premier trophée en 1950, puis le conserve l'année suivante. L'époque des grandes rivalités entre les clubs de la capitale est toutefois terminée : les Rapides (la section hockey du Stade français disparaît en 1938, le CSH Paris en 1937. Après le doublé, le Racing Club de France, dissout sa section hockey. Les joueurs s'éparpillent dans les cinq autres clubs parisiens : Paris Université Club, le Club des Sports de Glace de Paris, le CO Billancourt, le Radio Tout-Sport Paris et l'AS Préfecture de Police. La section se reforme à la fin des années 1950. Le Racing participe pour la dernière fois au Championnat de France en 1963.

## Palmarès
- Championnat de France : 1950, 1951
- 2e division : 1932 (réserve), 1943.

## Résultats en Championnat de France
Note: PJ : parties jouées, V : victoires, D : défaites, N : matchs nuls, BP : buts pour, BC : buts contre, Diff : Différence de buts
| Saison    | Division         | PJ               | V                | N                | D                | BP               | BC               | Diff             | Phase Finale                                                         | Adversaire(s)                                  | Classement final        |
| --------- | ---------------- | ---------------- | ---------------- | ---------------- | ---------------- | ---------------- | ---------------- | ---------------- | -------------------------------------------------------------------- | ---------------------------------------------- | ----------------------- |
| 1931-1932 | 1re série        | 1                | 0                | 0                | 1                | 2                | 3                | -1               | Demi-finale (par forfait) Finale en un match                         | Chamonix Hockey Club Stade français            | 2e                      |
| 1932-1933 | 1er série        | 2                | 1                | 0                | 1                | 3                | 2                | +1               | Demi-finale en un match Finale en un match                           | Chamonix Hockey Club Stade français            | 2e                      |
| 1934-1942 | Ne participe pas | Ne participe pas | Ne participe pas | Ne participe pas | Ne participe pas | Ne participe pas | Ne participe pas | Ne participe pas | Ne participe pas                                                     | Ne participe pas                               | Ne participe pas        |
| 1942-1943 | 2e série         | 3                | 3                | 0                | 0                |                  |                  |                  | Éliminatoires en un match Demi-finale en un match Finale en un match | Villard-de-Lans Paris Université Club Briançon | Champion de 2e série    |
| 1943-1944 | 1er série        | 1                | 0                | 0                | 1                | 0                | 5                | -1               | Finale en 1 match                                                    | Chamonix Hockey Club                           | 2e                      |
| 1944-1948 | Ne participe pas | Ne participe pas | Ne participe pas | Ne participe pas | Ne participe pas | Ne participe pas | Ne participe pas | Ne participe pas | Ne participe pas                                                     | Ne participe pas                               | Ne participe pas        |
| 1948-1949 | 1er série        | 6                | 4                | 0                | 2                |                  |                  |                  | Champ. de Paris Finale nationale                                     | 1er/4 3e/4                                     | 3e                      |
| 1949-1950 | 1er série        | 4                | 3                | 1                | 0                | 27               | 8                | +9               | Champ. de Paris Finale nationale                                     | 1er/2 1er/4                                    | Champion                |
| 1950-1951 | 1er série        | 4                | 3                | 1                | 0                |                  |                  |                  | Champ. de Paris Finale nationale                                     | 1er/3 1er/3                                    | Champion                |
| 1951-1960 | Ne participe pas | Ne participe pas | Ne participe pas | Ne participe pas | Ne participe pas | Ne participe pas | Ne participe pas | Ne participe pas | Ne participe pas                                                     | Ne participe pas                               | Ne participe pas        |
| 1960-1961 | 2e série         | 4                | 2                | 1                | 1                |                  |                  |                  | Champ. de Paris Barrage                                              | 1er/4 US Métro                                 | 6e                      |
| 1961-1962 | 2e série         | 11               | 6                | 1                | 4                | 108              | 44               | +64              | Champ. de Paris Finale nationale                                     | 2e/5 3e/4                                      | 7e · Promu en 1re série |
| 1962-1963 | 1er série        | 6                |                  |                  |                  |                  |                  |                  | Champ. de Paris                                                      | 3e/4                                           | 6e                      |